# Michele Gismondi
Michele Gismondi (ur. 11 czerwca 1931 w Montegranaro, zm. 4 września 2013 tamże) – belgijski kolarz szosowy, srebrny medalista mistrzostw świata.

## Kariera
Największy sukces w karierze Michele Gismondi osiągnął w 1959 roku, kiedy zdobył srebrny medal w wyścigu ze startu wspólnego podczas mistrzostw świata w Zandvoort. W zawodach tych wyprzedził go jedynie Francuz André Darrigade, a trzecie miejsce zajął Belg Noël Foré. Był to jednak jedyny medal wywalczony przez niego na międzynarodowej imprezie tej rangi. W tej samej konkurencji był też czwarty na mistrzostwach świata w Lugano w 1953 roku oraz na rozgrywanych rok później mistrzostwach świata w Solingen. Ponadto był między innymi trzeci w Trofeo Baracchi w 1952 roku, drugi w Giro del Lazio w 1953 roku, drugi w Giro di Campania i trzeci w Giro dell’Emilia w 1954 roku, a w 1959 roku był najlepszy w Coppa Agostoni i drugi w Coppa Bernocchi. Kilkakrotnie startował w Giro d’Italia, najlepszy wynik osiągając w 1955 roku, kiedy był trzynasty. W 1959 roku wziął też udział w Tour de France, zajmując 30. pozycję. Nigdy nie wystąpił na igrzyskach olimpijskich. W 1961 roku zakończył karierę.